# L'uomo nello specchio
L'uomo nello specchio è un singolo del cantante italiano Daniele Silvestri in collaborazione con il cantante Fulminacci, pubblicato il 13 ottobre 2023 come quinto estratto dal decimo album in studio di Silvestri, Disco X.

## Video musicale
Il video, diretto da Fernando Luceri, è stato reso disponibile in concomitanza con il lancio del singolo attraverso il canale YouTube del cantante.

## Tracce
Testi di Daniele Silvestri, Filippo Uttinacci, musiche di Daniele Silvestri, Daniele Tortora, Filippo Uttinacci.
1. L'uomo nello specchio (feat. Fulminacci) – 3:37